# Kristofer Hivju
Kristofer Hivju (sinh ngày 7 tháng 12 năm 1978) là một nam diễn viên người Na Uy.

## Danh sách phim

### Điện ảnh
| Năm  | Tên phim           | Vai diễn | Ghi chú |
| ---- | ------------------ | -------- | ------- |
| 2024 | Red One: Mật mã đỏ | Krampus  |         |

### Truyền hình
DuckTales (2017), Jormungandr, 1 tập